# Primula bryophylla
Primula bryophylla är en viveväxtart som beskrevs av I.B. Balf. och Farrer. Primula bryophylla ingår i släktet vivor, och familjen viveväxter. Inga underarter finns listade i Catalogue of Life.